# ویتی (بازیکن فوتبال)
ویتی (انگلیسی: Viti؛ زادهٔ ۱۶ سپتامبر ۱۹۹۷) بازیکن فوتبال اهل اسپانیا است.
از باشگاه‌هایی که در آن بازی کرده‌است می‌توان به باشگاه فوتبال رئال اویدو اشاره کرد.